# Tracks (album de Bruce Springsteen)
Pour l’article homonyme, voir Tracks.
Albums de Bruce Springsteen
The Ghost of Tom Joad
(1996) 18 Tracks
(1999)
Tracks est un coffret de 4 disques de Bruce Springsteen, sorti en 1998 et contenant 66 chansons. Ce coffret est composé principalement de chansons enregistrées pendant les sessions pour ses nombreux albums mais jamais éditées. Il inclut également des chansons jusque-là disponibles uniquement sur des faces B de vinyles, des démos et d'autres versions de titres déjà publiés. Cette rétrospective de titres la plupart inédits est une traversée dans la carrière de Springsteen depuis les années 1970. Le coffret Tracks a annoncé la réunion du E Street Band après 10 ans d'absence sur scène.

## Track Listing

### Disc 1
1. Mary Queen of Arkansas
2. It's Hard to be a Saint in the City
3. Growin' Up
4. Does This Bus Stop At 82nd Street?
5. Bishop Danced
6. Santa Ana
7. Seaside Bar Song
8. Zero And Blind Terry
9. Linda Let Me Be The One
10. Thundercrack
11. Rendezvous
12. Give The Girl A Kiss
13. Iceman
14. Bring On The Night
15. So Young And In Love
16. Hearts Of Stone
17. Don't Look Back

### Disc 2
1. Restless Nights
2. A Good Man Is Hard to Find (Pittsburgh)
3. Roulette
4. Dollhouse
5. Where the Bands Are
6. Loose Ends
7. Living on the Edge of the World
8. Wages of Sin
9. Take 'em as They Come
10. Be True
11. Ricky Wants a Man of her Own
12. I Wanna Be With You
13. Mary Lou
14. Stolen Car
15. Born in the U.S.A.
16. Johnny Bye-Bye
17. Shut out the Light

### Disc 3
1. Cynthia
2. My Love Will not Let You down
3. This Hard Land
4. Frankie
5. TV Movie
6. Stand on It
7. Lion's Den
8. Car Wash
9. Rockaway the Days
10. Brothers under the Bridges
11. Man at the Top
12. Pink Cadillac
13. Two for the Road
14. Janey Don't You Lose Heart
15. When You Need Me
16. The Wish
17. The Honeymooners
18. Lucky Man

### Disc 4
1. Leavin' Train
2. Seven Angels
3. Give It a Name
4. Sad Eyes
5. My Lover Man
6. Over the Rise
7. When the Lights Are out
8. Loose Change
9. Trouble in Paradise
10. Happy
11. Part Man, Part Monkey
12. Goin' Cali
13. Back in Your Arms
14. Brothers under the Bridge